# Internet Professionell
Die Internet Professionell war eine Fachzeitschrift mit Praxis-Artikeln, Tests und Ratgebern aus den Bereichen Webdesign, Programmierung, Server-Technik, IT-Sicherheit und E-Commerce. Aufgrund nicht vorhandener wirtschaftlicher Perspektiven hat der neue Eigentümer der Zeitschrift 3i beschlossen, diese zur Ausgabe 6/2007 einzustellen.

## Themen und Zielgruppe
Internet Professionell richtete sich mit Artikeln und Tests an Webentwickler, Webdesigner, IT-Administratoren, Business-Entscheider und Onlineshop-Betreiber. In den Rubriken Design, Web Dev und Technik & Sicherheit stellten die Redakteure Skripte vor, testeten aktuelle Hardware und Software und gaben Tipps und Tricks rund um Webentwicklung, Provider und aktuelle Trends im Internet.
Das Themenspektrum der Zeitschrift umfasste PHP, CSS, JavaScript, Gebrauchstauglichkeit (usability), Webserver, XML, Photoshop, RSS, Online-Shops, Webhosting und ASP.NET, Antispamsoftware, Content-Management-Systemen (CMS), Webservices, Online-Recht und Netzwerk-Hardware.

## Verlag
Internet Professionell erschien monatlich im Verlag VNU Business Publications Deutschland. Ursprünglich hob 1995 der amerikanische Verlag Ziff-Davis das Vorläufer-Magazin pl@net aus der Taufe. Das Internet-Lifestyle-Magazin nach dem Vorbild der amerikanischen Zeitschrift Wired wurde 1997 zu Internet Professionell, die dann anstatt Netzkultur die Webentwicklung und Technik in den Mittelpunkt stellte. Im Jahr 1999 verkaufte der Medienkonzern Ziff-Davis den Verlagsbereich, zu dem auch Internet Professionell gehört, an das US-amerikanische Investmenthaus Willis Stein und Partners. 2000 übernahm VNU Business Publications Deutschland in München die Zeitschrift. Mit der Aufspaltung von VNU in The Nielsen Company und VNU Business Media wurde VNU Deutschland an 3i weiterverkauft und anschließend in eine Auffanggesellschaft Volnay GmbH eingebracht. Dieser Verlag wurde zum Ende Juni 2007 geschlossen, weil sich hierfür kein Käufer finden konnte.